# Gunnar Jamvold
Gunnar Petter Jamvold (Horten, Vestfold, 22 d'abril de 1896 - Horten, Vestfold, 9 de setembre de 1984) va ser un regatista noruec que va competir a començaments del segle xx. Era cosí del també regatista Peter Jamvold.
El 1920 va prendre part en els Jocs Olímpics d'Anvers, on va guanyar la medalla d'or en els 10 metres (1907 rating) del programa de vela, a bord de l'Eleda.